# Символика Краматорска
Символика Краматорска — это герб и флаг города, утверждённые 24 сентября 2008 года Краматорским городским советом.

## Герб

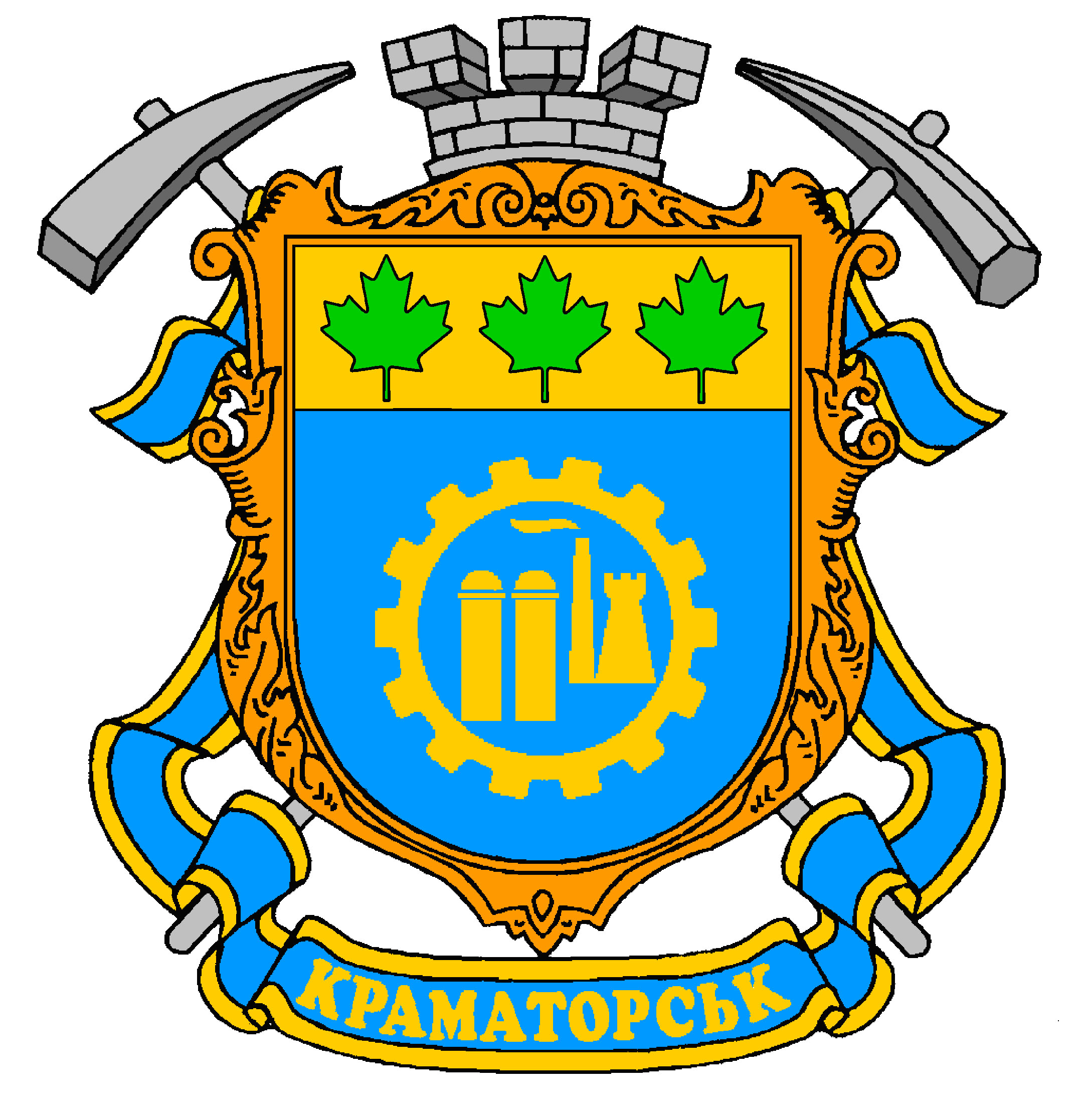
Герб города Краматорска

В синем поле щита золотая шестерня, в которой золотые силуэты двух кауперов, заводской трубы и домны; в золотой главе три зелёных кленовых листка. Щит вписан в декоративный картуш, увенчанный серебряной городской короной. Под картушем положены крест-накрест серебряные кирка и кайло, перевитые жёлто-сине-жёлтой лентой с золотой надписью «КРАМАТОРСЬК».
Расшифровка символов
Щит закруглённый внизу, традиционно используется в современной территориальной геральдике.

Золотая глава — богатство, сила, верность, постоянство.

Синее поле — слава, честь.

Три зелёных кленовых листка — представляют Краматорск как город-сад. 

Шестерня, кауперы, заводская труба и домна — символизирует судьбоносные для развития города отрасли производства — машиностроение и металлургию.

Серебряная городская корона — символ города областного подчинения.

Кирка и кайло указывают, что город возник в результате строительства Курско-Харьково-Азовской железной дороги и является важным промышленным центром.

## Флаг
Флаг представляет собой квадратное полотнище, которое состоит из трёх горизонтальных полос — верхней жёлтой, средней синей и нижней жёлтой (соотношение ширины каждой равно 1:4:1), посредине синей полосы жёлтая шестерня, внутри которой жёлтые силуэты двух кауперов, заводской трубы и домны.
Расшифровка символов
Шестерня, кауперы, заводская труба и домна — символизирует судьбоносные для развития города отрасли производства — машиностроение и металлургию.

Жёлтый цвет — богатство, сила, верность, постоянство.

Синее поле — слава, честь.

## Авторы символики
Гречило Андрей Богданович (город Львов, председатель Украинского геральдического общества);
Коцаренко Владимир Фёдорович (город Краматорск, краевед).

## История городской символики
С 1970 по 2008 год официальным символом города был герб разработанный художников Петром Дьяченко в 1968 году.

12 ноября 2007 года городской голова Краматорска Геннадий Костюков объявил конкурс на лучший вариант новой символики города.

9 апреля 2008 года состоялось заседание конкурсной комиссии на лучший эскиз городской символики. На конкурс было представлено 4 варианта новой городской символики
- Инженера НКМЗ, герольда Владимира Иванова
- Художника-оформителя Сергея Супруна
- Инженера НКМЗ Автандила Стуруа
- Краеведа Владимира Коцаренко и герольда Андрея Гречило.

Победителем конкурса стал проект Владимира Коцаренко и Андрея Гречило, с изображением Святой Екатерины и фасада ДКиТ НКМЗ.
Однако на рассмотрение городского совета комиссия рекомендовала вынести новый проект Владимира Коцаренко и Андрея Гречило, который и был утвержден.